# Baureihe 428
De Baureihe 428 is een vierdelig treinstel van het type Stadler FLIRT. Deze serie wordt alleen administratief gebruikt, in de exploitatie wordt een verschil gemaakt tussen de exploitanten die treinen hebben rijden in de serie 428:
- Cantus
- Eurobahn (ET5)
- Eurobahn (ET6)
- Vias